# Rue de Chaumont
La rue de Chaumont est une voie du 19e arrondissement de Paris, en France.

## Situation et accès
La rue de Chaumont est une voie publique située dans le 19e arrondissement de Paris. Elle débute au 24-28, avenue Secrétan et se termine au 11, cité Lepage.

## Origine du nom
Le nom de cette voie fait référence à l'ancien couvent des Dames de Saint-Chaumont qui s'élevait à cet endroit.

## Historique
Cette voie, initialement privée, s'est appelée « impasse Saint-Nicolas » ou « cul-de-sac Saint-Nicolas » avant de prendre le nom d'« impasse du Montferrat » par un arrêté du 1er février 1877. 
Elle prend sa dénomination actuelle par un arrêté du 8 octobre 1923 et devenue une voie publique, elle est classée dans la voirie parisienne par un arrêté municipal du 30 juin 1994. 